# Manuił Abramson
Manuił Abramson (ros. Мануил Моисеевич Абрамсон; ur. w 1898, zm. w 1941) – radziecki orientalista, działacz partyjny i państwowy.

## Życiorys
Był członkiem Rosyjskiej Partii Komunistycznej (bolszewików). W 1924 ukończył Moskiewski Instytut Orientalistyki, od 1920 kierował chińskim oddziałem Syberyjskiego Biura Centralnego Komitetu RPK (b). Od 1921 był pracownikiem Komitetu Wykonawczego Międzynarodówki Komunistycznej. W latach 1925–1927 pracował w ambasadzie ZSRR w Chinach. Od 1928 był wykładowcą w moskiewskich szkołach wyższych, w latach 1935-1937 był pracownikiem Instytutu Gospodarki Światowej i Światowej Polityki Akademii Nauk ZSRR. 
W 1938 został aresztowany, zmarł w zamknięciu trzy lata później . 

## Wybrane prace
- Autor prac z zakresu życia politycznego Chin[1] .